# Teufelssee bei Sperenberg
Das Naturschutzgebiet Teufelssee bei Sperenberg liegt auf dem Gebiet des Landkreises Teltow-Fläming in Brandenburg.
Das 11,06 ha große Naturschutzgebiet, das sich auf dem Gebiet der Gemeinde Am Mellensee westlich des Ortsteils Sperenberg, nordwestlich des Heegesees und südwestlich des Schumkesees erstreckt, wurde mit Verordnungen vom 25. September 2012 und vom 16. März 2013 unter Naturschutz gestellt.